# 圣安娜湾
圣安娜湾（荷蘭語：Sint Annabaai）是位于库拉索岛威廉斯塔德的彭达（Punda）和歐特洛邦達两地之间一条长约1英里、宽為1000英尺的深海峡。圣安娜湾南端通往加勒比海，北端通往一個名為Schottegat的潟湖。有朱丽安娜女王大桥等桥梁横跨其上:1256。